# Lista de distritos de Bali
A província de Bali na Indonésia é dividida em regências (em indonésio: kabupaten) que por sua vez são divididas administrativamente em distritos (em indonésio: kecamatan). 
A província de Bali é dividida em 8 distritos, 1 cidade, 57 subdistritos, 80 vilas urbanas e 636 aldeias. Tem 5 780,06 km² e em 2017 a população estimada oficial era 4 230 051 habitantes.
Os distritos de Bali com as regências são os seguintes:
- Abang, Karangasem
- Abiansemal, Badungue
- Bangli, Bangli
- Banjar, Buleleng
- Banjarankan, Klungkung
- Baturiti, Tabanan
- Bebandem, Karangasem
- Blahbatuh, Gianyar
- Buleleng, Buleleng
- Busung Biu, Buleleng
- Dawan, Klungkung
- Denpasar Barat, Dempassar
- Denpasar Selatan, Dempassar
- Denpasar Timur, Dempassar
- Gerokgak, Buleleng
- Gianyar, Gianyar
- Karangasem, Karangasem
- Kediri, Tabanan
- Kerambitan, Tabanan
- Kintamani, Bangli
- Klungkung, Klungkung
- Kubu, Karangasem
- Kubutambahan, Buleleng
- Kuta, Badungue
- Kuta Selatan, Badungue
- Kuta Utara, Badungue
- Manggis, Karangasem
- Marga, Tabanan
- Melaya, Jembrana
- Mendoyo, Jembrana
- Mengwi, Badungue
- Negara, Jembrana
- Nusa Penida, Klungkung
- Payangan, Gianyar
- Pekutatan, Jembrana
- Penebel, Tabanan
- Petang, Badungue
- Pupuan, Tabanan
- Rendang, Karangasem
- Sawan, Buleleng
- Selat, Karangasem
- Selemadeg Bara, Tabanan
- Selemadeg Barat, Tabanan
- Selemadeg Timur, Tabanan
- Selemadeg, Tabanan
- Seririt, Buleleng
- Sidemen, Karangasem
- Sukasada, Buleleng
- Sukawati, Gianyar
- Susut, Bangli
- Tabanan, Tabanan
- Tampaksiring, Gianyar
- Tegallalang, Gianyar
- Tejakula, Buleleng
- Tembuku, Bangli
- Ubud, Gianyar